# Mistrzostwa Europy w Piłce Siatkowej Mężczyzn 2019 (składy)
Artykuł grupuje składy reprezentacji narodowych, które wystąpią w Mistrzostwach Europy w Piłce Siatkowej Mężczyzn 2019 odbywających się w Belgii, Francji, Holandii i  Słowenii.
- Przynależność klubowa na sezon 2019-20[1]
- Zawodnicy oznaczeni  to kapitanowie reprezentacji.

## Grupa A
Bułgaria
Trener:  Silvano Prandi
| Nr | Imię i nazwisko   | Rok urodzenia | Wzrost | Klub                 | Pozycja |
| -- | ----------------- | ------------- | ------ | -------------------- | ------- |
| 3  | Dobromir Dimitrow | 1991          | 197    | Neftochimik Burgas   | R       |
| 4  | Martin Atanasow   | 1996          | 199    | Chaumont VB 52       | P       |
| 5  | Swetosław Gocew   | 1990          | 205    | Ural Ufa             | Ś       |
| 8  | Todor Skrimow     | 1990          | 191    | Jenisiej Krasnojarsk | P       |
| 9  | Georgi Seganow    | 1993          | 198    | Halkbank Ankara      | R       |
| 12 | Wiktor Josifow    | 1985          | 204    | Vero Volley Monza    | Ś       |
| 13 | Teodor Sałparow   | 1982          | 187    | Neftochimik Burgas   | L       |
| 14 | Teodor Todorow    | 1989          | 208    | Neftochimik Burgas   | Ś       |
| 15 | Wenelin Kadankow  | 1987          | 200    | Synergy Mondovì      | A       |
| 17 | Nikołaj Penczew   | 1992          | 197    | Onico Warszawa       | P       |
| 19 | Cwetan Sokołow    | 1989          | 206    | Zenit Kazań          | A       |
| 20 | Aleks Grozdanow   | 1998          | 206    | Consar Rawenna       | Ś       |
| 21 | Petar Karakaszew  | 1991          | 183    | Chebyr Pazardżik     | L       |
| 30 | Georgi Petrow     | 1999          | 195    | Neftochimik Burgas   | P       |

 Grecja
Trener:  Dimitrios Andreopoulos
| Nr | Imię i nazwisko         | Rok urodzenia | Wzrost | Klub                | Pozycja |
| -- | ----------------------- | ------------- | ------ | ------------------- | ------- |
| 1  | Dimitrios Zisis         | 1994          | 183    | Panathinaikos VC    | L       |
| 3  | Nikos Zoupani           | 1989          | 202    | Saint-Nazaire VBA   | Ś       |
| 4  | Iraklis Papadopoulos    | 1991          | 202    | AEK Ateny           | A       |
| 5  | Dimitris Filipow        | 1990          | 198    | PAOK Saloniki       | R       |
| 6  | Konstandinos Stiwachtis | 1980          | 186    | Olympiakos Pireus   | R       |
| 7  | Jeorjos Petreas         | 1986          | 201    | Olympiakos Pireus   | Ś       |
| 9  | Menelaos Kokkinakis     | 1993          | 193    | Olympiakos Pireus   | P       |
| 10 | Rafail Kumendakis       | 1993          | 203    | Olympiakos Pireus   | P       |
| 11 | Alexandros Raptis       | 2000          | 190    | Panathinaikos VC    | A       |
| 12 | Theodoros Voulkidis     | 1996          | 201    | Olympiakos Pireus   | Ś       |
| 14 | Panagiotis Pelekoudas   | 1989          | 202    | Panathinaikos VC    | Ś       |
| 15 | Andreas Fragkos         | 1989          | 200    | Knack Roeselare     | P       |
| 17 | Atanasis Protopsaltis   | 1993          | 185    | Cerrad Czarni Radom | P       |
| 19 | Jeorjos Papalexiou      | 1999          | 205    | Olympiakos Pireus   | Ś       |

 Francja
Trener:  Laurent Tillie
| Nr | Imię i nazwisko       | Rok urodzenia | Wzrost | Klub                        | Pozycja |
| -- | --------------------- | ------------- | ------ | --------------------------- | ------- |
| 2  | Jenia Grebennikov     | 1990          | 188    | Itas Trentino               | L       |
| 4  | Jean Patry            | 1996          | 207    | Top Volley Latina           | A       |
| 6  | Benjamin Toniutti     | 1989          | 183    | ZAKSA Kędzierzyn-Koźle      | R       |
| 7  | Kevin Tillie          | 1990          | 200    | Onico Warszawa              | P       |
| 8  | Julien Lyneel         | 1990          | 192    | Jastrzębski Węgiel          | P       |
| 9  | Earvin N’Gapeth       | 1991          | 194    | Zenit Kazań                 | P       |
| 10 | Kévin Le Roux         | 1989          | 209    | Beijing Volleyball          | Ś       |
| 11 | Antoine Brizard       | 1994          | 196    | Onico Warszawa              | R       |
| 12 | Stéphen Boyer         | 1996          | 196    | Calzedonia Werona           | A       |
| 14 | Nicolas Le Goff       | 1992          | 206    | Berlin Recycling Volleys    | Ś       |
| 16 | Daryl Bultor          | 1995          | 197    | Arago de Sète               | Ś       |
| 17 | Trévor Clévenot       | 1994          | 199    | Allianz Milano              | P       |
| 18 | Thibault Rossard      | 1993          | 194    | Fenerbahçe SK               | P       |
| 21 | Barthélémy Chinenyeze | 1998          | 201    | Tonno Callipo Vibo Valentia | Ś       |

 Portugalia
Trener:  Hugo Silva
| Nr | Imię i nazwisko    | Rok urodzenia | Wzrost | Klub                       | Pozycja |
| -- | ------------------ | ------------- | ------ | -------------------------- | ------- |
| 1  | Nuno Teixeira      | 1998          | 211    | VC Viana                   | Ś       |
| 4  | Filip Cveticanin   | 1996          | 199    | Foinikas Syros             | Ś       |
| 6  | Alexandre Ferreira | 1991          | 202    | Aluron Virtu CMC Zawiercie | P       |
| 7  | Marco Ferreira     | 1987          | 202    | SC Espinho                 | A       |
| 8  | Tiago Violas       | 1989          | 193    | SL Benfica                 | R       |
| 9  | Joao Simoes        | 1986          | 194    | SC Espinho                 | P       |
| 10 | Phelipe Martins    | 1991          | 202    | SC Espinho                 | Ś       |
| 11 | Bruno Cunha        | 1997          | 194    | SC Espinho                 | A       |
| 12 | Lourenço Martins   | 1997          | 195    | Sporting SP                | P       |
| 14 | Guilherme Menezes  | 2000          | 196    | SC Espinho                 | Ś       |
| 15 | Miguel Tavares     | 1993          | 192    | Cuprum Lubin               | R       |
| 17 | João Fidalgo       | 1986          | 172    | Sporting SP                | L       |
| 18 | Januário Alvar     | 1984          | 196    | SC Espinho                 | L       |
| 19 | Miguel Cunha       | 1997          | 198    | VC Viana                   | P       |

 Rumunia
Trener:  Danut Pascu
| Nr | Imię i nazwisko       | Rok urodzenia | Wzrost | Klub                      | Pozycja |
| -- | --------------------- | ------------- | ------ | ------------------------- | ------- |
| 1  | Ciprian Matei         | 1989          | 200    | CS Arcada Galați          | A       |
| 2  | Liviu Cristudor       | 1987          | 196    | CS Arcada Galați          | L       |
| 5  | Razvan Mihalcea       | 1988          | 207    | Dinamo Bukareszt          | Ś       |
| 6  | Claudiu Dumitru       | 1995          | 191    | CSM Bukareszt             | R       |
| 8  | Mihai Gheorghita      | 1985          | 215    | CS Arcada Galați          | Ś       |
| 9  | Adrian Aciobăniței    | 1997          | 195    | AS Cannes                 | P       |
| 10 | Cristian Bartha       | 1985          | 191    | ACS Volei Municipal Zalău | R       |
| 11 | Laurențiu Lică        | 1982          | 200    | SCMU Craiova              | A       |
| 12 | Marian Iulian Bala    | 1990          | 190    | CS Arcada Galați          | P       |
| 15 | Silviu-Ioan Suson     | 1989          | 194    | SCMU Craiova              | P       |
| 16 | Rares Balean          | 1997          | 196    | VfB Friedrichshafen       | P       |
| 17 | Vlad-Alexandru Kantor | 1995          | 178    | CS Unirea Dej             | L       |
| 18 | Razvan Olteanu        | 1991          | 204    | SCMU Craiova              | Ś       |
| 19 | Andrei Spînu          | 1987          | 210    | ACS Volei Municipal Zalău | Ś       |

 Włochy
Trener:  Gianlorenzo Blengini
| Nr | Imię i nazwisko   | Rok urodzenia | Wzrost | Klub                   | Pozycja |
| -- | ----------------- | ------------- | ------ | ---------------------- | ------- |
| 1  | Davide Candellaro | 1989          | 200    | Itas Trentino          | Ś       |
| 2  | Riccardo Sbertoli | 1998          | 190    | Allianz Milano         | R       |
| 5  | Osmany Juantorena | 1985          | 200    | Cucine Lube Civitanova | P       |
| 6  | Simone Giannelli  | 1996          | 200    | Itas Trentino          | R       |
| 9  | Ivan Zaytsev      | 1988          | 202    | Azimut Modena          | A       |
| 10 | Filippo Lanza     | 1991          | 195    | Sir Safety Perugia     | P       |
| 11 | Fabio Balaso      | 1995          | 182    | Cucine Lube Civitanova | L       |
| 13 | Massimo Colaci    | 1985          | 179    | Sir Safety Perugia     | L       |
| 14 | Matteo Piano      | 1990          | 209    | Allianz Milano         | Ś       |
| 15 | Roberto Russo     | 1997          | 205    | Sir Safety Perugia     | Ś       |
| 16 | Oleg Antonow      | 1988          | 198    | Galatasaray SK         | P       |
| 17 | Simone Anzani     | 1992          | 204    | Cucine Lube Civitanova | Ś       |
| 19 | Daniele Lavia     | 1999          | 200    | Consar Rawenna         | P       |
| 20 | Gabrielle Nelli   | 1993          | 208    | Gas Sales Piacenza     | A       |

## Grupa B
Austria
Trener:  Michael Warm
| Nr | Imię i nazwisko        | Rok urodzenia | Wzrost | Klub                            | Pozycja |
| -- | ---------------------- | ------------- | ------ | ------------------------------- | ------- |
| 1  | Philipp Kroiss         | 1988          | 184    | GFC Ajaccio VB                  | L       |
| 2  | Maximilian Landfahrer  | 1993          | 192    | SK Zadruga Aich/Dob             | P       |
| 3  | Peter Wohlfahrtstätter | 1989          | 204    | SL Benfica                      | Ś       |
| 4  | Niklas Kronthaler      | 1994          | 194    | Hypo Tirol Alpenvolleys Haching | P       |
| 5  | Thomas Tröthann        | 1992          | 203    | SK Zadruga Aich/Dob             | P       |
| 6  | Anton Menner           | 1994          | 194    | VfB Friedrichshafen             | P       |
| 7  | Alexander Tusch        | 1992          | 188    | BCC Leverano                    | R       |
| 8  | Thomas Zass            | 1989          | 194    | Volley Amriswil                 | A       |
| 12 | Alexander Berger       | 1988          | 193    | Gas Sales Piacenza              | P       |
| 13 | Maximilian Thaller     | 1993          | 188    | CSA Steaua Bukareszt            | R       |
| 14 | Florian Ringseis       | 1992          | 187    | Hypo Tirol Alpenvolleys Haching | L       |
| 15 | Nicolai Grabmüller     | 1996          | 197    | SK Zadruga Aich/Dob             | Ś       |
| 17 | Mathäus Jurkovics      | 1998          | 212    | Heitec Volleys Eltmann          | Ś       |
| 21 | Edin Ibrahimovic       | 1998          | 192    | SK Zadruga Aich/Dob             | P       |

 Belgia
Trener:  Brecht van Kerckhove
| Nr | Imię i nazwisko     | Rok urodzenia | Wzrost | Klub                     | Pozycja |
| -- | ------------------- | ------------- | ------ | ------------------------ | ------- |
| 1  | Bram Van den Dries  | 1989          | 208    | Onico Warszawa           | A       |
| 2  | Hendrik Tuerlinckx  | 1987          | 195    | Knack Roeselare          | A       |
| 3  | Sam Deroo           | 1992          | 202    | Dinamo Moskwa            | P       |
| 4  | Stijn D’Hulst       | 1991          | 187    | Cucine Lube Civitanova   | R       |
| 5  | Igor Grobelny       | 1993          | 194    | Onico Warszawa           | P       |
| 6  | Lowie Stuer         | 1995          | 194    | Arago de Sète            | L       |
| 8  | Arno Van De Velde   | 1995          | 210    | Arago de Sète            | Ś       |
| 10 | Simon Van De Voorde | 1989          | 208    | Lindemans Aalst          | Ś       |
| 14 | Jelle Ribbens       | 1992          | 185    | Nice VB                  | L       |
| 15 | Lienert Cosemans    | 1993          | 203    | Volley Haasrode Leuven   | R       |
| 16 | Matthias Valkiers   | 1990          | 194    | United Volleys Frankfurt | R       |
| 17 | Tomas Rousseaux     | 1994          | 198    | Asseco Resovia           | P       |
| 18 | Seppe Baetens       | 1989          | 191    | Volley Haasrode Leuven   | P       |
| 22 | Pieter Coolman      | 1989          | 200    | Knack Roeselare          | Ś       |

 Hiszpania
Trener:  Fernando Muñoz
| Nr | Imię i nazwisko           | Rok urodzenia | Wzrost | Klub                        | Pozycja |
| -- | ------------------------- | ------------- | ------ | --------------------------- | ------- |
| 1  | Augusto Renato Colito     | 1997          | 190    | CDV. Río Duero Soria        | A       |
| 2  | Ángel Trinidad de Haro    | 1993          | 195    | Tours VB                    | R       |
| 3  | Víctor Rodríguez Perez    | 1998          | 201    | CV Teruel                   | P       |
| 7  | Jordi Ramón Ferragut      | 1999          | 191    | CV Teruel                   | P       |
| 9  | Alejandro Vigil           | 1993          | 210    | Narbonne Volley             | Ś       |
| 10 | Jorge Fernández Valcárcel | 1989          | 201    | Chaumont VB 52              | Ś       |
| 11 | Miguel Ángel de Amo       | 1985          | 183    | VK České Budějovice         | R       |
| 13 | Andrés Villena            | 1993          | 194    | Korean Air Jumbos           | A       |
| 14 | Miguel Ángel Fornés       | 1993          | 204    | Tourcoing LM                | Ś       |
| 15 | Antoni Piris Guiscafré    | 2001          | 181    | CyL Palencia                | L       |
| 16 | Juan Manuel González      | 1994          | 192    | goEnergy Corigliano-Rossano | P       |
| 18 | Aharón Gámiz              | 1989          | 179    | CV Teruel                   | L       |
| 19 | Emilio Ferrández Moles    | 2001          | 192    | CyL Palencia                | P       |
| 23 | Mario Ferrera             | 1987          | 187    | Unicaja Almería             | P       |

 Niemcy
Trener:  Andrea Giani
| Nr | Imię i nazwisko  | Rok urodzenia | Wzrost | Klub                        | Pozycja |
| -- | ---------------- | ------------- | ------ | --------------------------- | ------- |
| 1  | Christian Fromm  | 1990          | 204    | Jastrzębski Węgiel          | P       |
| 2  | Tobias Krick     | 1998          | 210    | United Volleys Frankfurt    | Ś       |
| 3  | Ruben Schott     | 1994          | 192    | Trefl Gdańsk                | P       |
| 5  | Moritz Reichert  | 1995          | 195    | Berlin Recycling Volleys    | P       |
| 6  | Denis Kaliberda  | 1990          | 193    | Azimut Modena               | P       |
| 8  | Marcus Böhme     | 1985          | 211    | Dinamo-LO                   | Ś       |
| 9  | Georg Grozer     | 1984          | 200    | Zenit Petersburg            | A       |
| 10 | Julian Zenger    | 1997          | 190    | Berlin Recycling Volleys    | L       |
| 11 | Lukas Kampa      | 1986          | 196    | Jastrzębski Węgiel          | R       |
| 12 | Anton Brehme     | 1999          | 205    | SVG Lüneburg                | Ś       |
| 13 | Simon Hirsch     | 1992          | 204    | Tonno Callipo Vibo Valentia | A       |
| 14 | Moritz Karlitzek | 1996          | 191    | Top Volley Latina           | P       |
| 15 | Noah Baxpöhler   | 1993          | 208    | Spacer's de Toulouse        | Ś       |
| 17 | Jan Zimmermann   | 1993          | 190    | Greenyard Maaseik           | R       |

 Serbia
Trener:  Slobodan Kovač
| Nr | Imię i nazwisko         | Rok urodzenia | Wzrost | Klub                  | Pozycja |
| -- | ----------------------- | ------------- | ------ | --------------------- | ------- |
| 1  | Aleksandar Okolić       | 1993          | 205    | PAOK Saloniki         | Ś       |
| 2  | Uroš Kovačević          | 1993          | 197    | Itas Trentino         | P       |
| 4  | Nemanja Petrić          | 1987          | 202    | Allianz Milano        | P       |
| 5  | Lazar Ćirović           | 1992          | 201    | Kioene Padwa          | P       |
| 6  | Nikola Peković          | 1990          | 176    | OK Partizan Belgrad   | L       |
| 7  | Petar Krsmanović        | 1990          | 205    | Gas Sales Piacenza    | Ś       |
| 8  | Marko Ivović            | 1990          | 194    | Lokomotiw Nowosybirsk | P       |
| 9  | Nikola Jovović          | 1992          | 197    | Ural Ufa              | R       |
| 14 | Aleksandar Atanasijević | 1991          | 200    | Sir Safety Perugia    | A       |
| 16 | Dražen Luburić          | 1993          | 202    | Biełogorje Biełgorod  | A       |
| 17 | Neven Majstorović       | 1989          | 193    | SCMU Craiova          | L       |
| 18 | Marko Podraščanin       | 1987          | 203    | Sir Safety Perugia    | Ś       |
| 20 | Srećko Lisinac          | 1992          | 202    | Itas Trentino         | Ś       |
| 21 | Vuk Todorović           | 1998          | 190    | OK Vojvodina Nowy Sad | R       |

 Słowacja
Trener:  Andrej Kravárik
| Nr | Imię i nazwisko  | Rok urodzenia | Wzrost | Klub                     | Pozycja |
| -- | ---------------- | ------------- | ------ | ------------------------ | ------- |
| 1  | Peter Michalovič | 1990          | 200    | Nantes Rezé Métropole    | P       |
| 2  | Tomáš Kriško     | 1988          | 202    | VfB Friedrichshafen      | P       |
| 3  | Filip Mačuha     | 1999          | 205    | VK Prievidza             | Ś       |
| 6  | Filip Palgut     | 1991          | 202    | SK Zadruga Aich/Dob      | R       |
| 8  | Peter Ondrović   | 1995          | 199    | VK České Budějovice      | Ś       |
| 10 | Marcel Lux       | 1994          | 200    | VK ČEZ Karlovarsko       | P       |
| 11 | Marián Vitko     | 1994          | 181    | Vegyész RC Kazincbarcika | L       |
| 12 | Matej Pátak      | 1990          | 197    | Chaumont VB 52           | P       |
| 13 | Jakub Ihnát      | 1996          | 192    | VK Ostrawa               | L       |
| 14 | Šimon Krajčovič  | 1996          | 205    | VolleyTeam ČZU Praha     | Ś       |
| 15 | Juraj Zatko      | 1987          | 192    | VKP Bratysława           | R       |
| 16 | Jakub Kovač      | 1997          | 200    | Team Lakkapää            | Ś       |
| 19 | Filip Gavenda    | 1996          | 200    | CV Teruel                | A       |
| 22 | Július Firkaľ    | 1998          | 195    | Gazprom-Jugra Surgut     | P       |

## Grupa C
Białoruś
Trener:  Viktar Beksha
| Nr | Imię i nazwisko        | Rok urodzenia | Wzrost | Klub                    | Pozycja |
| -- | ---------------------- | ------------- | ------ | ----------------------- | ------- |
| 1  | Andrej Radziuk         | 1990          | 192    | Szachcior Soligorsk     | P       |
| 4  | Siarhej Antanowicz     | 1986          | 195    | Stroitiel Mińsk         | P       |
| 5  | Siarhej Busieł         | 1989          | 207    | NOWA Nowokujbyszewsk    | Ś       |
| 8  | Wiaczasłau Szmat       | 1997          | 205    | Szachcior Soligorsk     | Ś       |
| 11 | Stanisłau Zabarouski   | 1988          | 182    | Szachcior Soligorsk     | L       |
| 13 | Ilja Burau             | 1996          | 202    | Stroitiel Mińsk         | Ś       |
| 15 | Kanstancin Ciuszkewicz | 1999          | 190    | Stroitiel Mińsk         | R       |
| 17 | Radziwon Miskewicz     | 1995          | 198    | Globo BP Frusinate Sora | A       |
| 19 | Wiaczałsau Czarapowicz | 1992          | 199    | Szachcior Soligorsk     | P       |
| 20 | Pawieł Kuklinski       | 1989          | 194    | Tianjin Nuzi Paiqiu Dui | P       |
| 21 | Aliaksej Kurasz        | 1988          | 189    | Szachcior Soligorsk     | R       |
| 22 | Maksim Marozau         | 1989          | 204    | Cuprum Lubin            | Ś       |
| 23 | Artur Udrys            | 1990          | 211    | Onico Warszawa          | A       |
| 61 | Raman Aplewicz         | 1986          | 185    | Borisow-BGUFK           | L       |

 Finlandia
Trener:  Joel Banks
| Nr | Imię i nazwisko   | Rok urodzenia | Wzrost | Klub                            | Pozycja |
| -- | ----------------- | ------------- | ------ | ------------------------------- | ------- |
| 2  | Eemi Tervaportti  | 1989          | 193    | Olympiakos Pireus               | R       |
| 3  | Antti Siltala     | 1984          | 193    | Savo Volley                     | P       |
| 4  | Lauri Kerminen    | 1993          | 185    | Kuzbass Kemerowo                | L       |
| 6  | Antti Ronkainen   | 1996          | 189    | SVG Lüneburg                    | P       |
| 7  | Niko Suihkonen    | 1999          | 190    | VaLePa Sastamala                | P       |
| 8  | Elviss Krastins   | 1994          | 192    | Arhavi Belediyesi Spor          | P       |
| 9  | Tommi Siirilä     | 1993          | 203    | Hypo Tirol Alpenvolleys Haching | Ś       |
| 10 | Urpo Sivula       | 1988          | 195    | VaLePa Sastamala                | A       |
| 11 | Sauli Sinkkonen   | 1989          | 201    | ACS Volei Municipal Zalău       | Ś       |
| 12 | Samuli Kaislasalo | 1995          | 205    | Lindemans Aalst                 | A       |
| 14 | Markus Kaurto     | 1993          | 196    | VaLePa Sastamala                | Ś       |
| 15 | Henrik Porkka     | 1998          | 202    | Hurrikaani Loimaa               | Ś       |
| 18 | Akseli Lankinen   | 1997          | 194    | Akaa-Volley                     | R       |
| 21 | Fedor Ivanov      | 2000          | 192    | Savo Volley                     | R       |

 Macedonia Północna
Trener:  Nikola Matijasevic
| Nr | Imię i nazwisko    | Rok urodzenia | Wzrost | Klub                      | Pozycja |
| -- | ------------------ | ------------- | ------ | ------------------------- | ------- |
| 1  | Darko Anǵelowski   | 1994          | 180    | OK Budva                  | L       |
| 2  | Ǵorǵi Ǵorǵiew      | 1992          | 197    | Paris Volley              | R       |
| 3  | Risto Nikołow      | 1990          | 200    | Anagennisi Derinia        | Ś       |
| 4  | Nikoła Ǵorǵiew     | 1988          | 195    | VfB Friedrichshafen       | A       |
| 5  | Włado Milew        | 1987          | 195    | Vegyész RC Kazincbarcika  | P       |
| 7  | Sławe Nakow        | 1994          | 194    | OK Strumica               | Ś       |
| 8  | Ałeksandar Ljaftow | 1990          | 198    | Chebyr Pazardżik          | P       |
| 10 | Ałeksandar Miłkow  | 1982          | 198    | Enosis Paralimni          | P       |
| 11 | Filip Despotowski  | 1986          | 194    | Dinamo Bukareszt          | R       |
| 12 | Filip Nikołowski   | 1997          | 185    | Besna Probištip           | L       |
| 14 | Iwan Andonow       | 1989          | 198    | OK Jedinstvo Bijelo Polje | Ś       |
| 15 | Filip Madjunkow    | 1996          | 199    | Grenoble Volley UC        | Ś       |
| 16 | Stojan Iliew       | 1999          | 189    | OK Strumica               | P       |
| 18 | Wase Mihaiłow      | 1986          | 199    | Vardar Skopje             | P       |

 Rosja
Trener:  Tuomas Sammelvuo
| Nr | Imię i nzawisko     | Rok urodzenia | Wzrost | Klub                  | Pozycja |
| -- | ------------------- | ------------- | ------ | --------------------- | ------- |
| 4  | Artiom Wolwicz      | 1990          | 208    | Zenit Kazań           | Ś       |
| 6  | Anton Karpuchow     | 1988          | 198    | Kuzbass Kemerowo      | P       |
| 7  | Dmitrij Wołkow      | 1995          | 201    | Fakieł Nowy Urengoj   | P       |
| 8  | Anton Semyszew      | 1997          | 204    | Biełogorje Biełgorod  | P       |
| 9  | Iwan Jakowlew       | 1995          | 205    | Zenit Petersburg      | Ś       |
| 12 | Aleksandr Butko     | 1986          | 198    | Zenit Kazań           | R       |
| 13 | Dmitrij Muserski    | 1988          | 218    | Suntory Sunbirds      | Ś       |
| 15 | Wiktor Poletajew    | 1995          | 197    | Kuzbass Kemerowo      | A       |
| 16 | Jewgienij Andriejew | 1995          | 180    | Zenit Petersburg      | L       |
| 17 | Maksim Michajłow    | 1988          | 202    | Zenit Kazań           | A       |
| 18 | Jegor Kliuka        | 1995          | 208    | Fakieł Nowy Urengoj   | P       |
| 20 | Iljas Kurkajew      | 1994          | 207    | Lokomotiw Nowosybirsk | Ś       |
| 24 | Igor Kobzar         | 1991          | 196    | Kuzbass Kemerowo      | R       |
| 27 | Walentin Gołubiew   | 1992          | 190    | Zenit Kazań           | L       |

 Słowenia
Trener:  Alberto Giuliani
| Nr | Imię i nazwisko | Rok urodzenia | Wzrost | Klub                            | Pozycja |
| -- | --------------- | ------------- | ------ | ------------------------------- | ------- |
| 1  | Tonček Štern    | 1995          | 198    | BKS Visła Bydgoszcz             | A       |
| 2  | Alen Pajenk     | 1986          | 203    | Cerrad Czarni Radom             | Ś       |
| 4  | Jan Kozamernik  | 1995          | 204    | Allianz Milano                  | Ś       |
| 5  | Alen Šket       | 1988          | 205    | Cerrad Czarni Radom             | P       |
| 6  | Mitja Gasparini | 1984          | 202    | Wolf Dogs Nagoya                | A       |
| 9  | Dejan Vinčić    | 1986          | 200    | Cerrad Czarni Radom             | R       |
| 10 | Sašo Štalekar   | 1996          | 214    | Hypo Tirol Alpenvolleys Haching | Ś       |
| 11 | Žiga Štern      | 1994          | 193    | Top Volley Latina               | P       |
| 12 | Jan Klobučar    | 1992          | 195    | Gas Sales Piacenza              | L       |
| 13 | Jani Kovačič    | 1992          | 186    | Consar Rawenna                  | L       |
| 15 | Matic Videčnik  | 1993          | 203    | ACH Volley Lublana              | Ś       |
| 16 | Gregor Ropret   | 1989          | 192    | Nantes Rezé Métropole           | R       |
| 17 | Tine Urnaut     | 1988          | 203    | Szanghaj Golden Age             | P       |
| 18 | Klemen Čebulj   | 1992          | 202    | Itas Trentino                   | P       |

 Turcja
Trener:  Nedim Özbey
| Nr | Imię i nazwisko       | Rok urodzenia | Wzrost | Klub              | Pozycja |
| -- | --------------------- | ------------- | ------ | ----------------- | ------- |
| 1  | Selçuk Keskin         | 1982          | 193    | Galatasaray SK    | R       |
| 2  | Batuhan Avci          | 2000          | 203    | Beşiktaş SK       | P       |
| 4  | Baturalp Burak Güngör | 1993          | 189    | Arkas Spor Izmir  | P       |
| 6  | İzzet Ünver           | 1992          | 195    | Fenerbahçe SK     | P       |
| 7  | Vahit Emre Savaş      | 1995          | 203    | Galatasaray SK    | Ś       |
| 10 | Arslan Ekşi           | 1985          | 199    | Maliye Piyango SK | R       |
| 11 | Yiğit Gülmezoğlu      | 1995          | 196    | Arkas Spor Izmir  | P       |
| 12 | Adis Lagumdzija       | 1999          | 211    | Arkas Spor Izmir  | A       |
| 13 | Oğuzhan Karasu        | 1995          | 205    | Fenerbahçe SK     | Ś       |
| 14 | Faik Samed Güneș      | 1993          | 205    | Halkbank Ankara   | Ś       |
| 15 | Metin Toy             | 1994          | 202    | Halkbank Ankara   | A       |
| 16 | Burak Mert            | 1990          | 185    | Galatasaray SK    | L       |
| 17 | Doğukan Ulu           | 1995          | 205    | Galatasaray SK    | Ś       |
| 53 | Volkan Döne           | 1987          | 186    | Halkbank Ankara   | L       |

## Grupa D
Czarnogóra
Trener:  Veljko Bašić
| Nr | Imię i nazwisko   | Rok urodzenia | Wzrost | Klub                       | Pozycja |
| -- | ----------------- | ------------- | ------ | -------------------------- | ------- |
| 1  | Aleksandar Minić  | 1986          | 205    | Jakarta Pertamina Energi   | A       |
| 3  | Luka Babić        | 1994          | 211    | CS Chênois VB              | Ś       |
| 4  | Gojko Cuk         | 1988          | 209    | Nice VB                    | Ś       |
| 5  | Rajko Strugar     | 1995          | 193    | Ethnikos Aleksandropolis   | R       |
| 6  | Vojin Ćaćić       | 1990          | 203    | Aluron Virtu CMC Zawiercie | P       |
| 7  | Nikola Radonić    | 1994          | 190    | OK Budva                   | R       |
| 8  | Nikola Lakcevic   | 1995          | 190    | OK Vojvodina Nowy Sad      | L       |
| 9  | Marko Bojić       | 1988          | 201    | Sporting SP                | P       |
| 11 | Božidar Ćuk       | 1992          | 200    | Dinamo Bukareszt           | P       |
| 13 | Blazo Milić       | 1987          | 210    | OK Budva                   | Ś       |
| 16 | Marko Vukašinović | 1993          | 196    | Ar-Rajjan SC               | P       |
| 17 | Ivan Ječmenica    | 1990          | 202    | Cambrai Volley             | Ś       |
| 18 | Miloš Ćulafić     | 1986          | 205    | OFI Kreta                  | A       |
| 19 | Nemanja Perunicic | 2001          | 198    | Budućnost Podgorica        | P       |

 Czechy
Trener:  Michal Nekola
| Nr | Imię i nazwisko    | Rok urodzenia | Wzrost | Klub                                   | Pozycja |
| -- | ------------------ | ------------- | ------ | -------------------------------------- | ------- |
| 1  | Milan Moník        | 1988          | 190    | VK Kladno                              | L       |
| 2  | Jan Hadrava        | 1991          | 199    | Indykpol AZS Olsztyn                   | A       |
| 4  | Donovan Džavoronok | 1997          | 202    | Vero Volley Monza                      | P       |
| 5  | Adam Zajíček       | 1993          | 201    | VK Kladno                              | Ś       |
| 6  | Michal Finger      | 1993          | 201    | Olympiakos Pireus                      | A       |
| 8  | Tomáš Kunc         | 1997          | 184    | VK Dukla Liberec                       | L       |
| 9  | Vojtěch Patočka    | 1993          | 197    | VK ČEZ Karlovarsko                     | Ś       |
| 10 | Pavel Bartos       | 1994          | 191    | Volleyball Raiffeisen Waldviertel Team | R       |
| 13 | Jan Galabov        | 1996          | 190    | Nice VB                                | P       |
| 14 | Adam Bartoš        | 1992          | 198    | Tours VB                               | P       |
| 15 | Vladimir Sobotka   | 1985          | 203    | VK Kladno                              | Ś       |
| 17 | David Janků        | 1995          | 193    | VK Ostrava                             | P       |
| 18 | Jakub Janouch      | 1990          | 194    | VfB Friedrichshafen                    | R       |
| 22 | Oliver Sedláček    | 1998          | 201    | VK Ostrava                             | Ś       |

 Estonia
Trener:  Gheorghe Crețu
| Nr | Imię i nazwisko | Rok urodzenia | Wzrost | Klub                | Pozycja |
| -- | --------------- | ------------- | ------ | ------------------- | ------- |
| 4  | Ardo Kreek      | 1986          | 202    | Paris Volley        | Ś       |
| 5  | Kert Toobal     | 1979          | 189    | Bigbank Tartu       | R       |
| 6  | Martti Juhkami  | 1988          | 195    | VfB Friedrichshafen | P       |
| 7  | Renee Teppan    | 1993          | 197    | Stade Poitevin      | A       |
| 9  | Robert Täht     | 1993          | 191    | Sir Safety Perugia  | P       |
| 10 | Silver Maar     | 1999          | 185    | Pärnu VK            | L       |
| 12 | Kristo Kollo    | 1990          | 190    | CS Arcada Galați    | P       |
| 14 | Rait Rikberg    | 1982          | 174    | Bigbank Tartu       | L       |
| 15 | Andrus Raadik   | 1986          | 199    | Savo Volley         | P       |
| 17 | Timo Tammemaa   | 1991          | 202    | Tours VB            | Ś       |
| 18 | Rauno Tamme     | 1992          | 188    | Saaremaa VK         | P       |
| 19 | Andri Aganits   | 1993          | 207    | Greenyard Maaseik   | Ś       |
| 22 | Markkus Keel    | 1995          | 191    | Lindemans Aalst     | R       |
| 23 | Hindrek Pulk    | 1990          | 194    | Chaumont VB 52      | A       |

 Holandia
Trener:  Roberto Piazza
| Nr | Imię i nazwisko      | Rok urodzenia | Wzrost | Klub                   | Pozycja |
| -- | -------------------- | ------------- | ------ | ---------------------- | ------- |
| 2  | Wessel Keemink       | 1993          | 197    | OK Budva               | R       |
| 3  | Maarten van Garderen | 1990          | 200    | Top Volley Latina      | P       |
| 4  | Thijs ter Horst      | 1991          | 205    | Consar Rawenna         | P       |
| 5  | Luuc Van der Ent     | 1998          | 208    | Heitec Volleys Eltmann | Ś       |
| 6  | Just Dronkers        | 1993          | 187    | Greenyard Maaseik      | L       |
| 7  | Gijs Jorna           | 1989          | 196    | Spacer's de Toulouse   | P       |
| 8  | Fabian Plak          | 1997          | 198    | CV Teruel              | Ś       |
| 9  | Ewoud Gommans        | 1990          | 202    | Chaumont VB 52         | P       |
| 10 | Sjoerd Hoogendoorn   | 1991          | 199    | Sir Safety Perugia     | A       |
| 14 | Nimir Abdel-Aziz     | 1992          | 201    | Allianz Milano         | A       |
| 15 | Gijs van Solkema     | 1998          | 193    | SVG Lüneburg           | R       |
| 16 | Wouter ter Maat      | 1991          | 200    | Fenerbahçe SK          | A       |
| 17 | Michaël Parkinson    | 1991          | 203    | Stade Poitevin         | Ś       |
| 18 | Robbert Andringa     | 1990          | 192    | Indykpol AZS Olsztyn   | P       |

 Polska
Trener:  Vital Heynen
| Nr | Imię i nazwisko   | Rok urodzenia | Wzrost | Klub                   | Pozycja |
| -- | ----------------- | ------------- | ------ | ---------------------- | ------- |
| 1  | Piotr Nowakowski  | 1987          | 206    | Onico Warszawa         | Ś       |
| 2  | Maciej Muzaj      | 1994          | 208    | Gazprom-Jugra Surgut   | A       |
| 3  | Dawid Konarski    | 1989          | 198    | Jastrzębski Węgiel     | A       |
| 4  | Marcin Komenda    | 1996          | 198    | Asseco Resovia         | R       |
| 7  | Artur Szalpuk     | 1995          | 201    | PGE Skra Bełchatów     | P       |
| 9  | Wilfredo León     | 1993          | 201    | Sir Safety Perugia     | P       |
| 10 | Damian Wojtaszek  | 1988          | 180    | Onico Warszawa         | L       |
| 11 | Fabian Drzyzga    | 1990          | 196    | Lokomotiw Nowosybirsk  | R       |
| 13 | Michał Kubiak     | 1988          | 191    | Panasonic Panthers     | P       |
| 14 | Aleksander Śliwka | 1995          | 196    | ZAKSA Kędzierzyn-Koźle | P       |
| 15 | Jakub Kochanowski | 1997          | 199    | PGE Skra Bełchatów     | Ś       |
| 17 | Paweł Zatorski    | 1990          | 184    | ZAKSA Kędzierzyn-Koźle | L       |
| 20 | Mateusz Bieniek   | 1994          | 210    | Cucine Lube Civitanova | Ś       |
| 77 | Karol Kłos        | 1989          | 201    | PGE Skra Bełchatów     | Ś       |

 Ukraina
Trener:  Uģis Krastiņš
| Nr | Imię i nazwisko     | Rok urodzenia | Wzrost | Klub                  | Pozycja |
| -- | ------------------- | ------------- | ------ | --------------------- | ------- |
| 1  | Tymofii Połujan     | 1998          | 198    | ACH Volley Lublana    | P       |
| 3  | Dmytro Wijecki      | 1998          | 201    | OK Vojvodina Nowy Sad | A       |
| 5  | Ołeh Płotnycki      | 1997          | 195    | Sir Safety Perugia    | P       |
| 6  | Maksym Drozd        | 1991          | 208    | Neftochimik Burgas    | Ś       |
| 7  | Horden Browa        | 1991          | 190    | Barkom-Każany Lwów    | L       |
| 8  | Dmytro Teriomenko   | 1987          | 199    | Tours VB              | Ś       |
| 9  | Wołodymyr Kowalczuk | 1984          | 195    | Stroitiel Mińsk       | R       |
| 10 | Jurij Semeniuk      | 1994          | 195    | Greenyard Maaseik     | Ś       |
| 11 | Władysław Didenko   | 1992          | 190    | Barkom-Każany Lwów    | R       |
| 12 | Denys Fomin         | 1986          | 177    | Cambrai Volley        | L       |
| 16 | Ołeh Szewczenko     | 1993          | 193    | Barkom-Każany Lwów    | A       |
| 17 | Jurij Tomyn         | 1988          | 198    | Barkom-Każany Lwów    | P       |
| 18 | Jan Jereszczenko    | 1990          | 197    | Jenisiej Krasnojarsk  | P       |
| 20 | Ołeksandr Hładenko  | 1991          | 203    | Barkom-Każany Lwów    | Ś       |